# 5405 Neverland
5405 Neverland è un asteroide della fascia principale. Scoperto nel 1991, presenta un'orbita caratterizzata da un semiasse maggiore pari a 2,6668199 UA e da un'eccentricità di 0,2339073, inclinata di 10,39651° rispetto all'eclittica.